# Shane Black
Pour les articles homonymes, voir Black.
Shane Black, né le 16 décembre 1961 à Pittsburgh, en Pennsylvanie, est un scénariste, réalisateur et producteur américain.
Il débute en tant que scénariste de films d'action importants de la fin des années 1980 et du début des années 1990, il est notamment l'auteur de L'Arme fatale 1 et 2 et Le Dernier Samaritain. Il a également été acteur, l'un de ses rôles les plus connus étant celui de Hawkins dans Predator en 1987.
À partir des années 2000, il passe à la réalisation avec succès, en livrant les acclamés polars Kiss Kiss Bang Bang et The Nice Guys, ainsi que le blockbuster Iron Man 3, d'après les comics Marvel.

## Biographie

### Débuts remarqués (années 1980-1990)
Il obtient un diplôme en cinéma de l'Université de Californie en 1983. À l'âge de 23 ans, il vend le scénario de L'Arme fatale à la Warner. En 1987, le film devient un succès critique et commercial mondial et fait de Mel Gibson une star internationale. La même année, il obtient le rôle d'Hawkins dans Predator de John McTiernan, auquel il participe aussi à l'écriture. C'est un autre succès complet.
Il co-écrit L'Arme fatale 2 avant de s'atteler à des projets originaux : il est alors au sommet de sa carrière, en devenant le scénariste le mieux payé d'Hollywood. Il reçoit ainsi 1,75 million de dollars pour le scénario du Dernier Samaritain, dont la mise en scène est confiée à Tony Scott. Le film, sorti en 1991 , déçoit au box-office et divise la critique. L'année suivante sort Last Action Hero, une satire de film d'action réalisée par John McTiernan à la réécriture duquel il a participé. Une nouvelle déception critique et commerciale, surtout compte tenu des stars en tête d'affiche. Black se voit confier une dernière chance : il est payé 4 millions de dollars pour écrire et produire le film d'action Au revoir à jamais. Cette fois, la critique américaine suit, mais le grand public trop timidement. Le scénariste s'éloigne alors d'Hollywood pour près d'une dizaine d'années.

### Retour critique et confirmation commerciale (années 2000-)
Ce n'est qu'en 2005 qu'il fait son grand retour, avec Kiss Kiss Bang Bang, une comédie d'action à moyen budget, portée par deux autres anciennes valeurs sûres d'Hollywood, et quasiment tombées dans l'oubli, Val Kilmer et Robert Downey Jr.. Pour l'occasion, il passe aussi pour la première fois à la réalisation. Il s'agira du plus gros succès critique de sa carrière.
À partir de 2011, il prépare une adaptation cinématographique du manga Death Note de Tsugumi Ōba et Takeshi Obata. Mais le projet est finalement confié à Gus van Sant. Il est finalement choisi par les studios Disney pour coécrire et mettre en scène Iron Man 3, sorti en 2013, avec Robert Downey Jr., alors redevenu une star mondiale. Le film est le plus gros succès commercial de la trilogie.
En 2016, il revient en tant que scénariste et réalisateur avec The Nice Guys, une comédie d'action avec Russell Crowe et Ryan Gosling, dont l'action se déroule dans les années 1970. Ryan Gosling y incarne un détective privé et son homme de main enquêtant sur le suicide d'une actrice pornographique, mettant au jour un complot impliquant l'industrie automobile. Le film est présenté hors-compétition au festival de Cannes 2016.
Le cinéaste enchaîne ensuite avec un retour aux sources : l'écriture et la mise en scène du quatrième chapitre de la franchise Predator, débuté en 1987 par John McTiernan et dans lequel il avait tenu un rôle secondaire. Pour l'occasion, il retrouve son partenaire d'écriture Fred Dekker.
Son film The Predator est sorti en 2018. Le héros de ce film, tout comme lui, a le syndrome de Gilles de La Tourette.
Son film suivant est Play Dirty, adaptation de Comme une fleur (The Hunter) de Donald E. Westlake. Le roman avait déjà été au cinéma dans Le Point de non-retour (1967) et Payback (1999). Mark Wahlberg y incarne le personnage de Parker. Le film sera diffusé sur Prime Video.

## Filmographie
Sauf indication contraire, les informations mentionnées dans cette section peuvent être confirmées par la base de données cinématographiques IMDb,  présente dans la section « Liens externes ».

### Réalisateur
- 2005 : Kiss Kiss Bang Bang
- 2013 : Iron Man 3
- 2016 : The Nice Guys
- 2018 : The Predator
- 2025 Date sujette à modification : Play Dirty

### Scénariste
- 1987 : L'Arme fatale (Lethal Weapon) de Richard Donner
- 1987 : Predator de John McTiernan (script doctor non crédité au générique)
- 1987 : The Monster Squad de Fred Dekker
- 1988 : Flic ou Zombie (Dead Heat) (script doctor non crédité au générique)
- 1989 : L'Arme fatale 2 (Lethal Weapon 2)  de Richard Donner (histoire uniquement)
- 1990 : À la poursuite d'Octobre rouge (The Hunt for Red October) de John McTiernan (script doctor non crédité au générique)
- 1991 : Le Dernier Samaritain (The Last Boy Scout) de Tony Scott
- 1992 : Last Action Hero de John McTiernan
- 1993 : RoboCop 3 de Fred Dekker (script doctor non crédité au générique)
- 1996 : Au revoir à jamais (The Long Kiss Goodnight) de Renny Harlin
- 2005 : Kiss Kiss Bang Bang de lui-même
- 2013 : Iron Man 3 de lui-même
- 2015 : Edge (pilote de série TV)
- 2016 : The Nice Guys de lui-même
- 2018 : The Predator de lui-même
- 2025 Date sujette à modification : Play Dirty de lui-même

### Acteur
- 1986 : La Nuit des sangsues (Night of the Creeps) de Fred Dekker : un policier au commissariat (non crédité)
- 1987 : Predator de John McTiernan : Rick Hawkins
- 1988 : Flic ou Zombie (Dead Heat) de Mark Goldblatt : le patrouilleur
- 1991 : Le Juge de la nuit (Dark Justice) - Saison 1, épisode 1 : Caldecott Rush
- 1993 : Mike the Detective (court-métrage) de Chris Matheson
- 1993 : RoboCop 3 de Fred Dekker : Donnelly
- 1994 : Night Realm de Michael Meyer
- 1997 : Pour le pire et pour le meilleur (As Good as It Gets) de James L. Brooks : Brian, le manager du Café 24
- 2007 : The Boy Scout (court-métrage) de Ward Roberts
- 2007 : Monkeys (court-métrage) de Chris Matheson

### Producteur
- 1991 : Le Dernier Samaritain (The Last Boy Scout) de Tony Scott
- 1996 : Au revoir à jamais (The Long Kiss Goodnight) de Renny Harlin
- 2025 Date sujette à modification : Play Dirty de lui-même